# Косумель (остров)
Косумель (исп. Cozumel, юк. Kùutsmil — Остров ласточек) — остров в Карибском море в регионе Ривьера Майя, у восточного берега мексиканского полуострова Юкатан. На острове расположен одноимённый муниципалитет штата Кинтана-Роо. Популярный курорт, известный своими местами для дайвинга. Главный город острова — Косумель (San Miguel de Cozumel).

## География

Карта острова Косумель.

Остров имеет протяжённость с севера на юг 48 км и с запада на восток 16 км, является крупнейшим атлантическим островом Мексики и третьим среди всех мексиканских островов. Остров располагается в 20 км от материка, в 60 км от крупнейшего в штате города Канкун. Восточная часть острова невысокая, плоская, густо покрыта растительностью. Вместе с прибрежными островками площадь острова составляет 478 км².
Огибается вторым по величине в мире коралловым рифом, протяжённостью свыше 700 километров.
Несмотря на то, что от континента остров отделён нешироким проливом, на Косумеле имеется около десятка видов эндемиков (Chlorostilbon forficatus, Reithrodontomys spectabilis, Toxostoma guttatum, косумельский енот, Vireo bairdi и др.).

## История
Первым европейцем, посетившим остров, стал Хуан де Грихальва в 1518 году, в следующем году в начале своего завоевания Мексики на острове остановился Эрнан Кортес, где он свергнул индейских идолов и попытался познакомить местных жителей с христианством.

## Население
Большинство населения острова проживает в городе Косумель, расположенном на западном побережье.

## В литературе
Карта кишела обведенными в кружочек названиями. КОСУМЕЛЬ, остров недалеко от Юкатана, где, как Перри вычитал в мужском журнале, можно «сбросить одежду, нацепить блаженную улыбку, жить как раджа и иметь любую женщину, какую пожелаешь, — и все это за полсотни долларов в месяц». Из той же статьи он помнил еще такие весьма приятные утверждения: «Косумель свободен от всякого социального, экономического и политического давления. На этом острове к частному лицу не прицепится ни один чиновник». А также — «Ежегодно с материка сюда прилетают гнездиться попугаи».
— Трумен Капоте,
«Хладнокровное убийство», 1966 год